# Carl Czepelak
Carl Czepelak (tschechisch Karel Čepelák; * 29. Januar 1852 in Leitmeritz, Königreich Böhmen; † 26. Januar 1893 ebenda) war ein böhmischer Jurist und Maler.
Czepelak studierte in Prag, war Corpsstudent einer deutschen schlagenden Verbindung, und promovierte 1879 zum Dr. jur. Er trat in Leitmeritz in die Anwaltskanzlei eines Verwandten ein.
Ab 1880  erkrankte er an Gelenkrheuma, das ihn im Lauf der Jahre zu einem Pflegefall machte. In dieser Zeit widmete er sich neben feuilletonistischen Arbeiten für den Teplitz-Schönauer Anzeiger (z. B. 1891 eine vielteilige Serie über „Altteplitz“ unter dem Titel „Einst und Jetzt“) dem Zeichnen und der Malerei. Er wurde als Meister des satirisch-humoristischen Genres gerühmt, seine Zeichnungen „fanden weite Verbreitung“.
Im Mai 1887 gehörte Czepelak zu den Gesprächspartnern des philippinischen Freiheitskämpfers Jose Rizal, der auf einer Europareise seinen Lehrer und Mentor Ferdinand Blumentritt in Leitmeritz besuchte.
Kurios ist seine Rolle im „Städtekrieg“ zwischen Aussig, Leitmeritz und Teplitz. Anlässlich einer Kreisreform versuchte Aussig, das in Leitmeritz ansässige Kreisgericht nach Aussig zu ziehen. Darüber entwickelte sich eine von den jeweiligen Ortszeitungen befeuerte öffentliche Kontroverse, bei der Teplitz für Leitmeritz votierte. Das leidenschaftlichste Plädoyer schrieb von seinem Krankenzimmer aus Carl Czepelak, was ihm die Aussiger Wortführer sehr übel nahmen. Man beschuldigte ihn eines unsittlichen Lebenswandels und rief zu einem Boykott Leitmeritzer Bieres auf.
Das Gericht blieb jedoch in Leitmeritz.

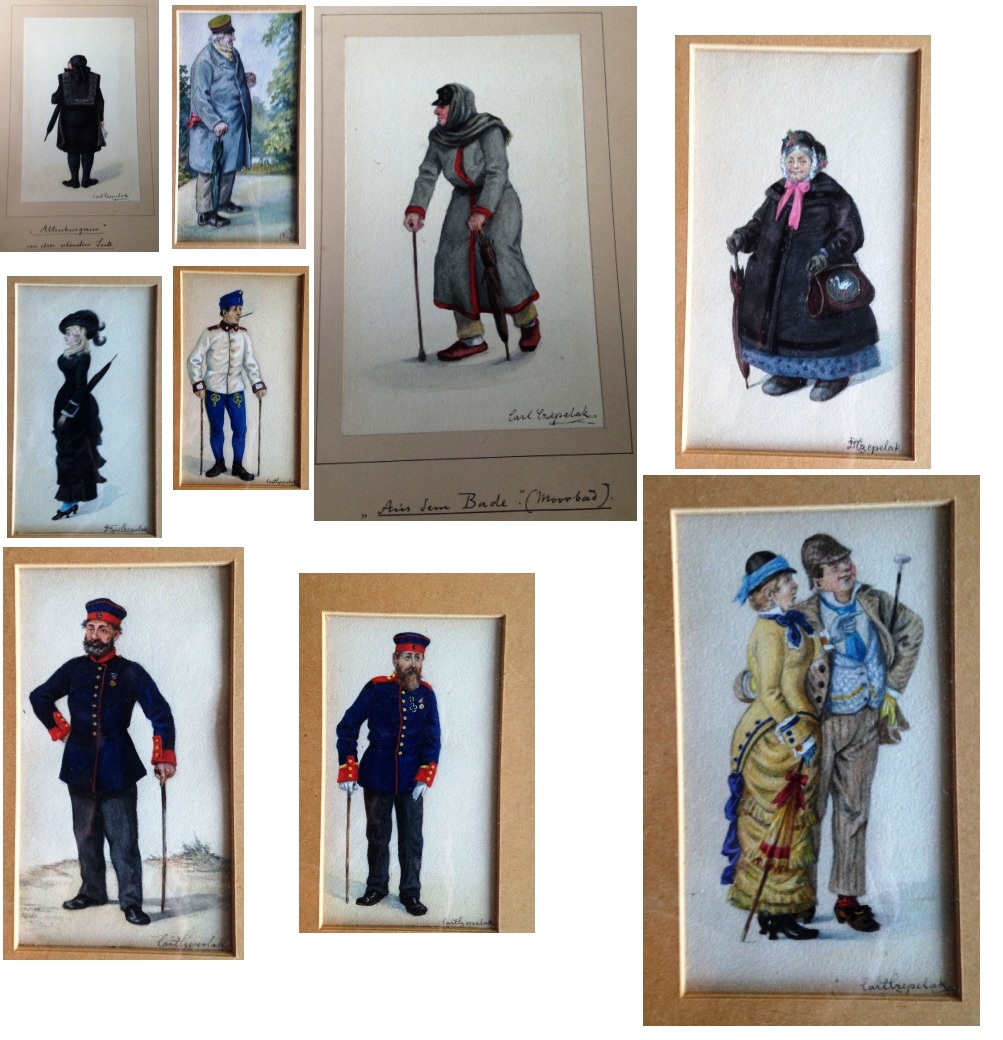
Humorvolle Bilder von Carl Czepelak